# Svinov (Ostrawa)
Svinov (niem. Schönbrunn) – jeden z 23 obwodów miejskich miasta statutarnego Ostrawy, stolicy kraju morawsko-śląskiego, we wschodnich Czechach. Jest to także jedna z 39 gmin katastralnych w jego granicach o powierzchni 1162,3031 ha. Populacja w 2001 wynosiła 4536 osób, zaś w 2012 odnotowano 1057 adresów. 
Położona jest u ujścia potoku Porubka na lewym brzegu Odry, w zachodniej części miasta, na Śląsku Opawskim.
Pierwsza wzmianka pochodzi z 1265, z listu biskupa ołomunieckiego Bruna ze Schauenburku, w którym wymieniona jest jako należąca do klasztoru cysterskiego w Welehradzie. W 1847 przez wieś przebiegła Kolej Północna z Wiednia do Krakowa, co rozpoczęło uprzemysłowienie miejscowości. W 1855 dołączyła linia kolejowa do Opawy, a w 1887 do Witkowic. W 1907 dołączyła linia tramwajowa z Morawskiej Ostrawy, następnie w 1911 z Klimkovic, zelektryfikowana w latach 1947–1948.
Według austriackiego spisu ludności z 1910 w Svinovie mieszkało 3274 osób, z tego 3144 było zameldowanych na stałe, 3075 (93,9%) mieszkańców było katolikami, 124 (3,8%) żydami, 2264 (72%) było czesko-, 706 (22,5%) niemiecko- a 174 (5,5%) polskojęzycznymi.
W 1936 Svinov uzyskał prawa miejskie, a w 1957 został włączony w granice administracyjne miasta Ostrawy.

## Demografia[2]
| Rok             | 1869 | 1880 | 1890 | 1900 | 1910 | 1921 | 1930 | 1950 | 1961 | 1970 | 1980 | 1991 | 2001 |
| --------------- | ---- | ---- | ---- | ---- | ---- | ---- | ---- | ---- | ---- | ---- | ---- | ---- | ---- |
| Liczba ludności | 809  | 1010 | 1362 | 2397 | 3275 | 3867 | 5368 | 4722 | 5088 | 3904 | 3572 | 3379 | 4536 |

## Urodzeni w Svinovie
- Jan Foltys – czechosłowacki szachista, mistrz międzynarodowy od 1950 roku.